# Горькавий Миколай Миколайович
Миколай Миколайович Горька́вий (рос. Николай Николаевич Горькавый) — радянський, російський та американський астрофізик, спеціаліст з фізики планетних кілець, лауреат Державної премії СРСР (1989). Також відомий як письменник-фантаст.
Живе та працює у США, де керує приватним Грінвічським науково-технологічним інститутом (англ. Greenwich Institute for Science and Technology, GIST) у штаті Вірджинія (США). Має широке коло наукових зацікавлень — від космології до динаміки клітинних мембран. Найбільш відомий дослідженнями планетних кілець, зокрема передбаченням 6 нових супутників Урана за структурою кілець Урана, які пізніше були відкриті космічним апаратом «Вояджер-2». Спільно з Олексієм Фрідманом написав відому монографію «Фізика планетних кілець». Під псевдонімом Нік Горькавий пише наукову фантастику, є автором трилогії «Астровітянка». Має багато науково-популярних публікацій для дітей.

## Біографія
У 1976 році закінчив школу № 92 у Челябінську. Займався у двох секціях Челябінського наукового товариства учнів: у секції хімії (керівник Ю. Г. Цитцер) та у секції теоретичної фізики (керівник М. С. Свірський). Брав участь у трьох зборах наукового товариства учнів «Курчатівець» у 1975—1976 роках.
У 1976 вступив на фізичний факультет Челябінського державного університету, а в 1981 закінчив його. У 1981—1986 роках навчався в аспірантурі в Москві, в Інституті астрономії РАН (з перервою на службу в армії з весни 1982 до осені 1983). Захистив кандидатську дисертацію з фізики планетних кілець у 1986 році.
У 1986—1998 роках працював у Криму, в Сімеїзській обсерваторії. У 1990 році в Державному астрономічному інституті імені П. К. Штернберга при Московському університеті захистив дисертацію доктора фізико-математичних наук (ступінь затверджений ВАК в 1991 році).
У 1998 році, отримавши за роботи з зодіакального пилу премію та запрошення Національної академії наук США, почав працювати в НАСА, в Центрі космічних польотів імені Ґоддарда, під керівництвом Джона Мазера, нобелівського лауреата з фізики 2006 року. З 2011 року працює в групі супутника «Суомі».
Автор понад ста наукових праць та монографії з фізики планетних кілець.

## Наукові результати
Миколай Горькавий та Олексій Фрідман спільно розвинули теорію планетних кілець, побудували систему гідродинамічних рівнянь для гравітуючих кілець з непружних частинок, дослідили стійкість кілець Сатурна, відкрили кілька нових нестійкостей (зокрема, акреційну нестійкість, що відповідає за великомасштабне розшарування кілець Сатурна, й еліпс-нестійкість, що викликає ексцентриситет у тонких кілець Урана та Сатурна), запропонували модель динаміки частинок в арках Нептуна. Фрідман і Горькавий запропонували модель резонансного походження тонких кілець Урана, на основі якої вони передбачили положення 6 нових супутників Урана, які за пів року дійсно були відкриті космічним апаратом «Вояджер-2». Ці роботи становлять першу у світі теоретичну монографію з сучасної теорії планетних кілець, яку згодом переклали англійською. За передбачення супутників Урана Фрідмана й Горькавого нагородили Державною премією СРСР (1989), причому 30-річний Горькавий став одним з наймолодших лауреатів в історії цієї премії.
У 1993—1995 роках Горькавий і Тайдакова розробили чисельну модель захоплення астероїдів, що пролітають біля планети-гіганта, і показали, що ретроградні супутники захоплюються легше, ніж прямі, причому після захоплення вони потрапляють саме в ті зони, де дійсно спостерігають нерегулярні супутники планет. У 2007 році Горькавий опублікував нову модель утворення Місяця, згідно з якою він виріс з регулярної навколопланетної хмари, маса якої багаторазово збільшилася шляхом балістичного перенесення речовини з мантії Землі. Цей механізм схожий на модель мегаімпакту, але викликаний не одним великим ударом, а багатьма малими.
У другій половині 1990-х років Миколай Горькавий, на пропозицію Джона Мазера, працював над побудовою фізичної тривимірної моделі міжпланетної пилової хмари на основі даних космічного апарата COBE. Ця робота у 1998 році була нагороджена премією Національної академії наук США. Горькавий також досліджував пилові хмари навколо інших зір і з їхньої структури зробив висновки про існування екзопланетних систем у Бети Живописця, Веги та Епсилон Ерідана.
У 1987—2007 роках Горькавий спільно з Фрідманом, Трапезніковим, Левицьким, Тайдаковою та іншими співавторами досліджував сейсмологічну активність та нерівномірність обертання Землі. Вони виявили кореляцію між сейсмічністю та нерівномірністю обертання Землі, антикореляцію сейсмічної активності між Північною та Південною півкулями (пов'язану з активністю розломів Тихоокеанського вогняного кола), довели існування річного періоду в частоті слабких землетрусів та передбачили нерівномірність (близько 0,5 см на рік) швидкості руху континентів. Ці дослідження були підтримані одним із перших грантів Російського фонду фундаментальних досліджень в 1993 році.
Після падіння Челябінського боліда 2013 року, Горькавий виявив у даних лімбового сенсора супутника «Суомі» сигнал від пилової хмари, залишеної болідом в атмосфері й дослідив рух цієї хмари. З аеродинамічного гальмування він оцінив діаметр уламка, що впав в озеро Чебаркуль, у 78 (−16/+20) см, що виявилося дуже близьким до реальних розмірів витягнутого з озера фрагмента — 88x66x62 см. 2014 року наукову команду під керівництвом Миколая Горькавого нагородили за ці дослідження премією Роберта Ґоддарда Центру космічних польотів імені Ґоддарда. У 2016 році у Горькавий увійшов до редакційної колегії та виступив одним із співавторів книги «Челябінський суперболід», випущеної видавництвом Челябінського державного університету.
На початку 2020-х років Горькавий запропонував циклічну модель пульсуючого Всесвіту, в якій на початку кожного циклу відбувається розширення внаслідок антигравітації, що виникає через зменшення маси системи при злитті чорних дір з випромінюванням гравітаційних хвиль, а в кінці кожного циклу відбувається стиснення силою гравітації, що збільшується внаслідок зростання маси чорних дір при поглинанні ними гравітаційних хвиль.
Миколай Горькавий також цікавиться проблемами обробки тривимірних лідарних даних, роботобудування, динамікою клітинних мембран і математичним моделюванням розриву еритроцитів, інфікованих малярійними паразитами (ця тема була підтримана грантом фонду Лангедок-Русільон і розвивається ним з 2011 року, з місячного візиту до університету Монпельє, Франція), а також проблемою енергії-імпульсу гравітаційного поля в теорії Ейнштейна.

## Літературна діяльність

### Науково-популярні книги
- Энциклопедия для детей. Астрономия. Аванта+, 1998 (співавтор)
- Большая детская энциклопедия. Вселенная. Русское энциклопедическое товарищество, 2000 (співавтор)
- «Звёздный витамин», Астрель/АСТ, Москва, 2012, 190 с.
- «Небесные механики» Астрель/АСТ, Москва, 2013, 285 с.
- «Колумбы космоса» Астрель/АСТ, Москва, 2013, 475 с. (перевидання книг «Звёздный витамин» та «Небесные механики»)
- «Создатели времён», Астрель/АСТ, Москва, 2014, 254 с.
- «Челябинский суперболид». Издательство Челябинского государственного университета, Челябинск, 2016 (співавтор)
- «Звездочёты», АСТ, Москва, 2018, 254 с. (100 наукових казок)

### Наукова фантастика
- «Астровитянка». Астрель/АСТ, Москва, 2008, 508 с.
- «Теория катастрофы». Астрель/АСТ, Москва, 2009, 508 с.
- «Возвращение астровитянки». Астрель/АСТ, Москва, 2010, 477 с.
- «Курьер-619 (Юпитер — Челябинск)». АСТ, 2021, 384 с.

## Відзнаки
- 1989 — лауреат Державної премії СРСР.
- 1992 — грант Американського астрономічного товариства.
- 1993—1995 — дві премії Міжнародного наукового фонду.
- 1993—1998 — два гранти Російського фонду фундаментальних досліджень[ru].
- 1998—2000 — премії Національної дослідницької Ради Національної академії наук США.
- 2009 — премія «Мандрівник» у номінації «Образ майбутнього» за книгу «Дівчинка з кришталевим волоссям» (перша книга серії «Астровітянка»)[25]
- 2010 — премія «Та, що біжить хвилями» за кращий жіночий образ у фантастичному творі, за образ Ніккі в романі «Астровітянка»[26][25]
- 2012 — Народна премія «Світле минуле» за видатні досягнення в галузі науки (від уряду Челябінської області та фонду Олега Мітяєва)[27]
- 2014 — премія імені Роберта Годдарда (НАСА) за визначні наукові досягнення.
- 2021 — Літературна премія імені Олександра Бєляєва (за збірники наукових казок: «Зоряний вітамін» (2012), «Небесні механіки» (2013) та «Творці часів» (2014); номінація «Відновлення справедливості»)[28]